# Teresa Rioné Llano
Teresa Rioné Llano (Sant Just Desvern, 23 de març del 1965), exatleta catalana, és plusmarquista de les proves de 100 i 200 metres llisos.
Va participar en els Jocs Olímpics de Los Angeles l'any 1984 amb tan sols dinou anys, esdevenint la primera espanyola a passar d'una eliminatòria d'una prova de velocitat a unes semifinals olímpiques amb una marca d'11"55 i quarta de la seva sèrie. Aquell mateix dia a la tarda, va ser eliminada a les semifinals d'aquell campionat, ja que va ser cinquena de la seva sèrie i només es classificaven les quatre primeres de cadascuna. A més de participar en els 100 metres llisos, Teresa Rioné va córrer la prova dels 200 metres llisos. Igual que als 100mll, va superar l'eliminatòria que li donava pas a la semifinal, on va ser eliminada mentre arribava sisena a la meta, amb una marca de 23"78. Gràcies a aquests bons resultats, la Reial Federació Espanyola d'Atletisme va concedir-li el premi a la millor atleta de l'any 1984. Al cap de vuit anys, el 1988, va participar en els Jocs Olímpics de Seül.
Va pertànyer al Centre Gimnàstic Barcelonès i anteriorment al Club Esportiu Universitari, dirigida pel seu entrenador Jordi Campmany, que encara continua entrenant atletes al Club Atlètic Vic. Fou tres vegades campiona d'Espanya de 100mll, dues vegades de 200mll i tres vegades de 60m en pista coberta, i establí els rècords estatals d'aquestes proves, que han costat de superar. També fou campiona de Catalunya de 100 mll (1982, 1983, 1984) i 200 mll (1982, 1983). Internacional per Espanya, disputà els Campionats d'Europa en pista coberta (1984, 1985), a més dels Jocs Olímpics de Los Angeles (1984). Guanyà la medalla d'or en relleus 4 × 100 m als Campionats Iberoamericans celebrats a Barcelona (1983).
Quan va finalitzar la seva carrera atlètica, va dedicar-se al món del periodisme, del 1988 al 1990 va presentar a TV3 el programa Esports flash i l'informació esportiva al Telenotícies i, posteriorment, va entrar a treballar per a l'empresa Nike com a directora de màrqueting per a Europa i Àsia (Senior Corp. Communications Manager). Des de febrer 2018 és vicepresidenta de comunicació de la companyia farmacèutica Grifols (Global Communications Vicepresident).

## Marques personals
- 100mll - 11.48 (Los Angeles, 1984)
- 200mll - 23.49 (Los Angeles, 1984)